# Diocesi di Tamalluma
La diocesi di Tamalluma (in latino Dioecesis Tamallumensis) è una sede soppressa e sede titolare della Chiesa cattolica.

## Storia
Tamalluma, identificabile con l'oasi di Telmin nell'odierna Tunisia, è un'antica sede episcopale della provincia romana di Bizacena.
A questa diocesi africana è attribuibile con certezza un solo vescovo, Habetdeum, episcopus Tamallumensis, il cui nome figura al 55º posto nella lista dei vescovi della Bizacena convocati a Cartagine dal re vandalo Unerico nel 484; Habetdeum, come tutti gli altri vescovi cattolici africani, fu condannato all'esilio.
A questa sede viene attribuito anche il vescovo ariano Antonio, che costrinse Habetdeum ad essere ribattezzato nella fede ariana. Tuttavia le fonti coeve non indicano mai la sede di appartenenza di questo vescovo.
Alla conferenza di Cartagine del 411, che vide riuniti assieme i vescovi cattolici e donatisti dell'Africa romana, presero parte due vescovi indicati come Tamallensis, il cattolico Gregorio e il donatista Lucio. Poiché Tamallensis è una sede sconosciuta, gli autori correggono il termine o in Tamallulensis, diocesi della Mauritania Sitifense, o in Tamallumensis, ossia la diocesi di Tamalluna in Bizacena. I due vescovi potrebbero appartenere ad una delle due diocesi.
Dal 1933 Tamalluma è annoverata tra le sedi vescovili titolari della Chiesa cattolica; dal 31 ottobre 2018 il vescovo titolare è Method Kilaini, già vescovo ausiliare di Bukoba.

## Cronotassi

### Vescovi
- Gregorio ? † (menzionato nel 411)
  - Lucio ? † (menzionato nel 411) (vescovo donatista)
- Habetdeum † (menzionato nel 484)
  - Antonio ? † (menzionato nel 484) (vescovo ariano)

### Vescovi titolari
- George Joseph Biskup † (20 luglio 1967 - 3 gennaio 1970 succeduto arcivescovo di Indianapolis)
- Francis Joseph Walmsley † (8 gennaio 1979 - 7 marzo 1998 dimesso)
- António José Cavaco Carrilho (22 febbraio 1999 - 8 marzo 2007 nominato vescovo di Funchal)
- Anton Bal (5 giugno 2007 - 12 gennaio 2009 nominato vescovo di Kundiawa)
- Samuel Irenios Kattukallil (25 gennaio 2010 - 10 aprile 2018 nominato eparca coadiutore di Pathanamthitta)
- Method Kilaini, dal 31 ottobre 2018